# Ponti di Skodje
I ponti di Skodje (in norvegese Skodjebruene) sono una coppia di ponti in pietra e muratura che attraversano lo Skodjestraumen (talvolta chiamato anche Storstraumen), un braccio di mare con forti correnti che separa la terraferma dalle isole Storholmen e Kasholmen, nella municipalità di Ålesund, nella contea di Møre og Romsdal in Norvegia. 
Si trovano a circa 3,5 km ad ovest di Skodje e 4,5 km a nord ovest del villaggio di Valle.

## Storia

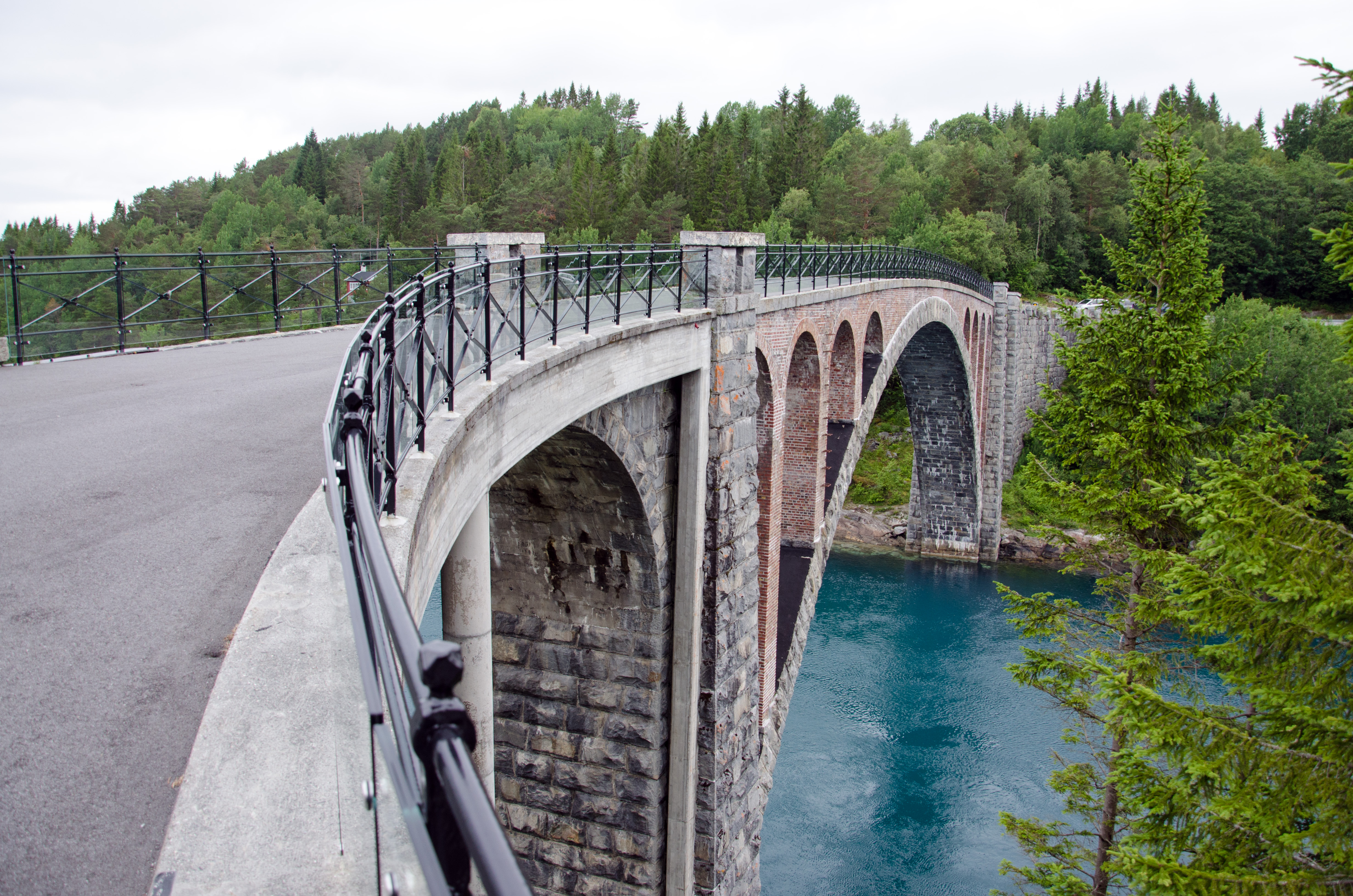
Dettaglio del ponte sullo Storstraumen. E' possibile notare il cordolo di calcestruzzo di rinforzo alla spalla del ponte.

Nel 1892 si iniziò a valutare l'idea di costruire un ponte attraverso lo Skodjestraumen per velocizzare i collegamenti stradali della regione. Il progetto fu sviluppato da Hovdenakk, ingegnere capo dell'ufficio stradale di Molde e prevedeva un tunnel e due ponti ad arco. Inizialmente si pensò di realizzare i ponti in ferro, ma in seguito si decise di costruirli in pietra, ritenendo che ciò ne avrebbe reso più semplice la manutenzione.
I lavori di costruzione iniziarono solo nel 1911 e terminarono nel 1919, anche se l'inaugurazione ufficiale della strada ebbe luogo nel 1922. All'epoca la costruzione del ponte costò 480.000 corone norvegesi.
I due ponti sono stati parte integrante della strada statale 661 fino al 2004, anno dell'apertura del vicino ponte Straum (Straumsbrua in norvegese) che li ha sostituiti. Infatti negli ultimi anni i vecchi ponti hanno avuto problemi di stabilità, e in particolare non erano in grado di sopportare il moderno traffico veicolare. I ponti sono stati oggetto di lavori di manutenzione, che tra le altre cose hanno riguardato il rinforno con un cordolo di calcestruzzo della spalla sud del più grande dei due ponti, e il rinforzo dei parapetti.
A partire dal 2015 i vecchi ponti sono beni protetti dal Ministero del patrimonio nazionale. Non sono più usati per il transito veicolare e fanno parte di un percorso ciclistico e pedonale. 

## Descrizione

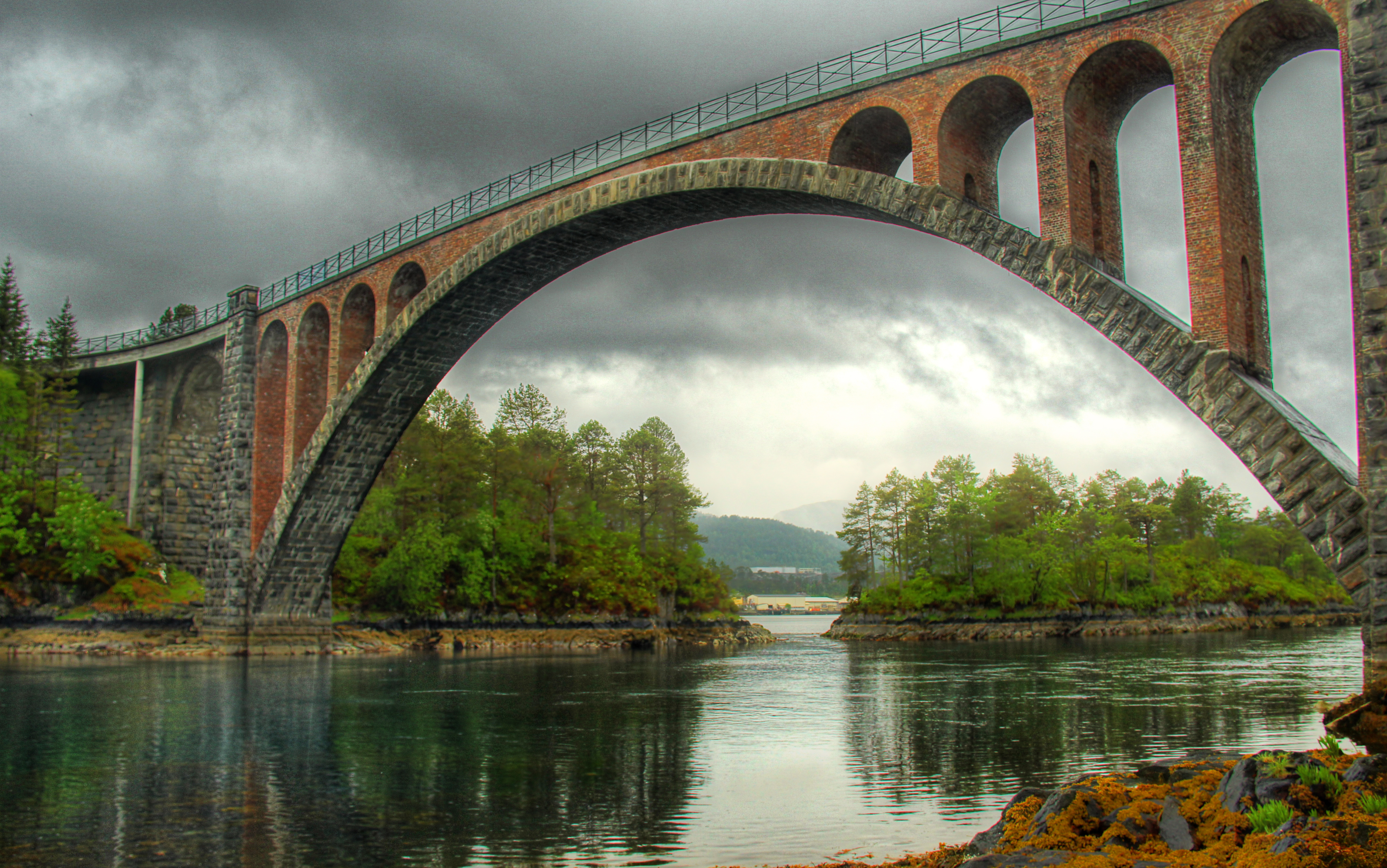
Il ponte sullo Storstraumen

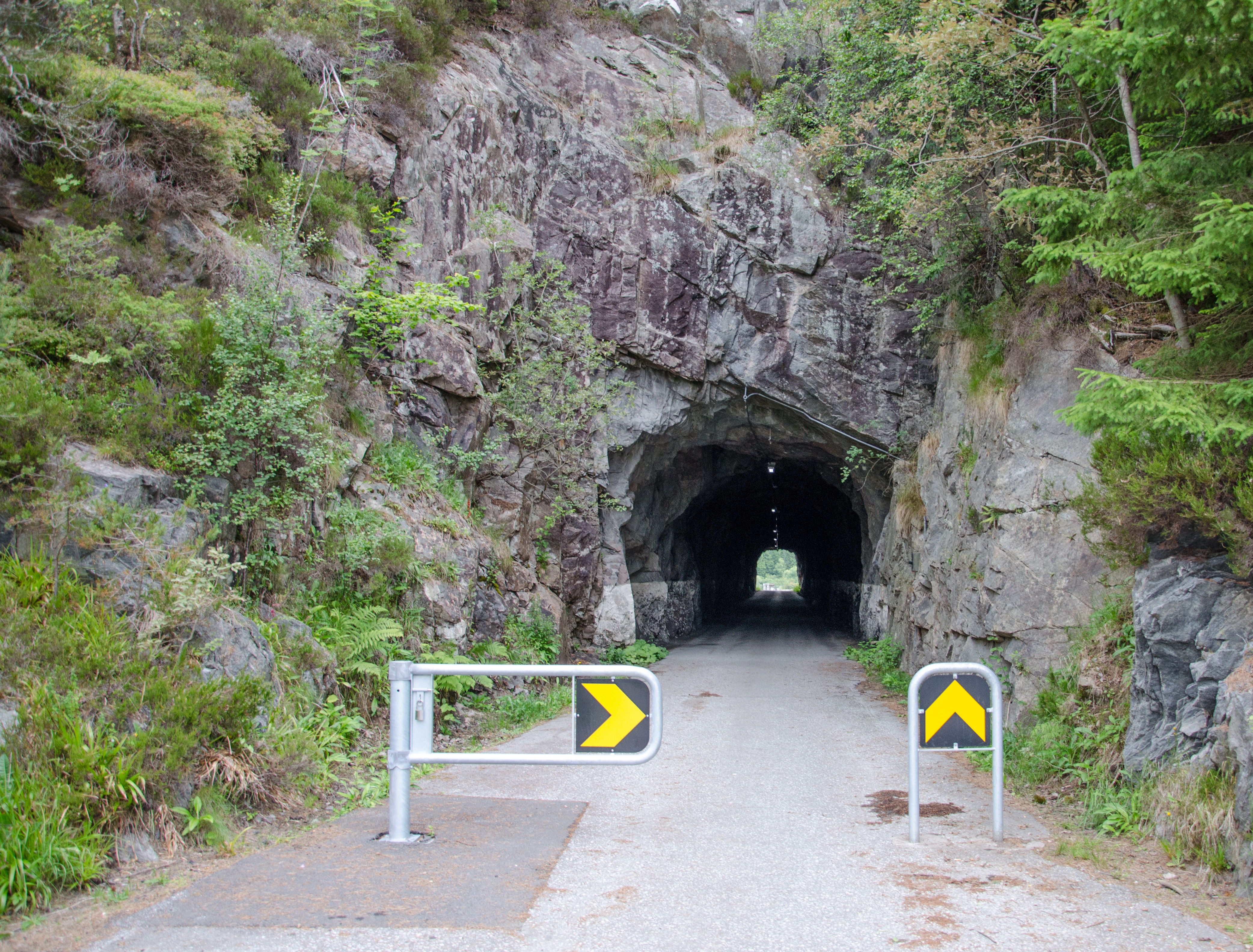
L'ingresso del tunnel

Il sistema di infrastrutture di inizio XX secolo che attraversa lo Skodjestraumen è formato da due ponti e un tunnel. Viaggiando da nord verso sud, si incontra per primo il ponte sullo Storstraumen, il tratto di corrente marina che scorre tra la terraferma e l'isola di Storholmen. Vi è poi un terrapieno in pietra al di sopra dell'isola Storholmen per il mantenimento della quota stradale e il ponte sull'Heggestraumen, la corrente che scorre tra le isole Storholmen e Kasholmen. Dopo aver superato il secondo ponte si incontra il tunnel dello Skodjestraumen (Skodjestraumtunnelen in norvegese), una galleria lunga 101 metri scavata nella roccia dell'isola Kasholmen. Tale galleria è stata aperta nel 1919 insieme ai due ponti, ed è stato il primo tunnel stradale della contea di Møre og Romsdal.
Il ponte sullo Storstraumen ha una lunghezza totale di 82 metri e una luce massima di 57 metri (o 59 metri secondo altre fonti). Si tratta del più grande ponte ad arco in muratura portante della Norvegia. È formato da un grande arco in pietra su cui poggiano 8 archetti secondari in mattoni (4 per ogni lato del grande arco in pietra). Al di sopra degli archi in mattoni poggia l'impalcato stradale, originariamente protetto lateralmente da una ringhiera in ghisa e recentemente rinforzato con moderne barriere di sicurezza.
Ai lati dell'arco centrale si trovano due spalle in pietra di circa 11 metri ciascuna, con un grande foro passante per permettere il passaggio dell'acqua attraverso di esse.
Il ponte sullo Heggestraumen ha la medesima forma del primo ponte, con la differenza che le spalle alle sue estremità sono in pietra piena e non hanno il foro passante. Ha una lunghezza totale di 41 metri e il suo arco centrale ha una luce di 40 metri.